# قطعنامه ۲۰۹۳ شورای امنیت
قطعنامهٔ ۲۰۹۳ شورای امنیت سازمان ملل متحد سندی بین‌المللی دربارهٔ تسهیل تحریم تسلیحاتی سومالی است. این قطعنامه طی نشست شورای امنیت سازمان ملل متحد در تاریخ ۶ مارس ۲۰۱۳ میلادی با ۱۵ رأی موافق، ۰ مخالف و ۰ ممتنع به تصویب رسید.